# Santa Maria del Ponte
Santa Maria del Ponte è un paese medievale nel comune di Tione degli Abruzzi, situato sul versante solatio della media valle Subequana in posizione centrale tra L'Aquila e Sulmona.

## Storia

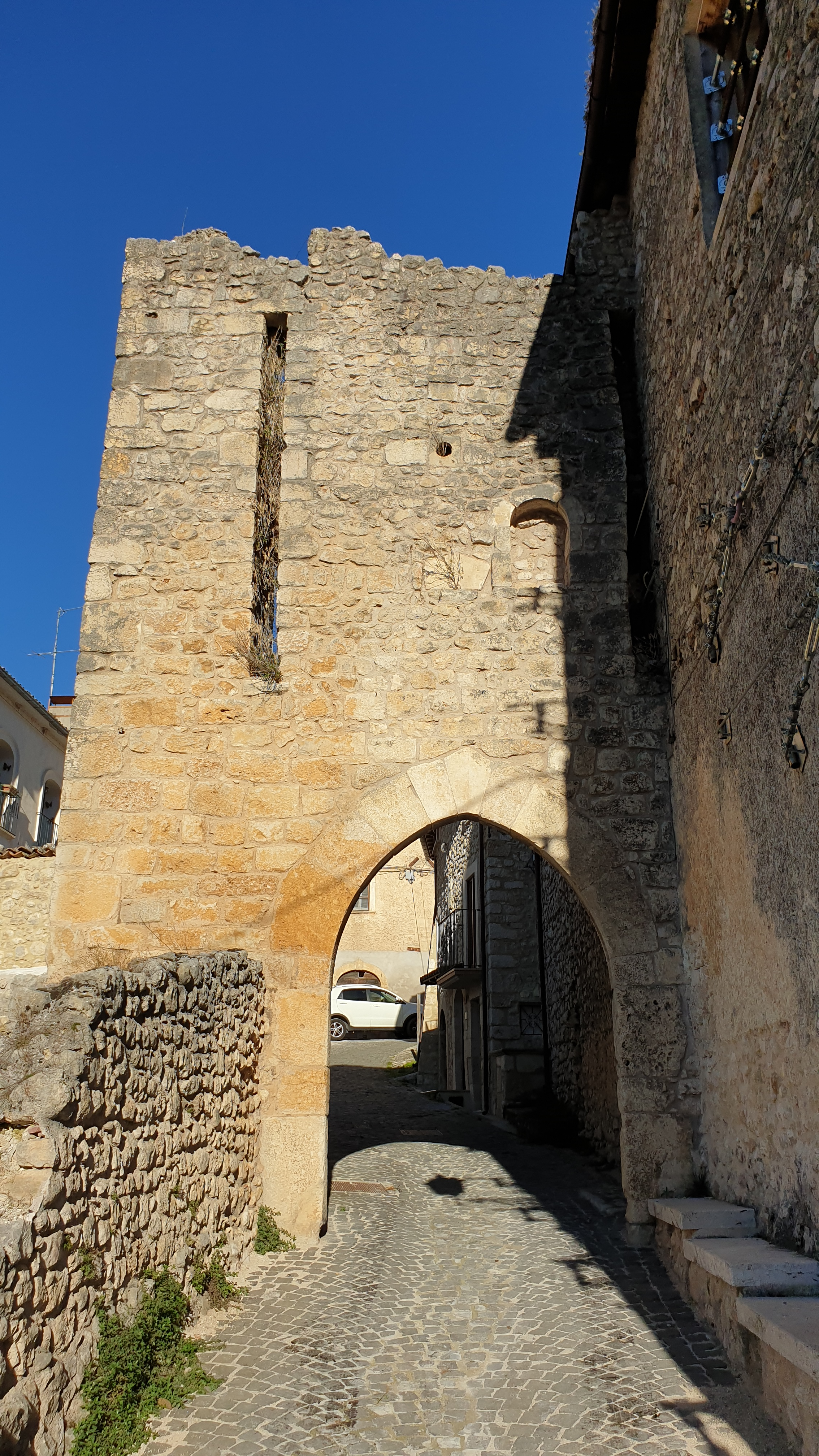
Porta da piedi

L'assetto insediativo è quello di "borgo fortificato" che sorge presso la omonima chiesa medievale situata a valle del borgo stesso, scendendo verso il fiume Aterno-Pescara.
La chiesa, importante dal punto di vista artistico-architettonico e particolare per la sua struttura irregolare ed asimmetrica, non ha origini precise. Quasi certamente di origini monastiche, potrebbe essere stata costruita sui resti di un tempio pagano intorno al V-VI secolo; ma la sua realizzazione si potrebbe anche far risalire all'XI secolo o secondo una terza ipotesi al XII secolo.
Fu uno dei "castelli" fondatori della città dell'Aquila.
Inizialmente compreso nel comune di Fontecchio, nel 1954 ottenne di passare a quello di Tione degli Abruzzi per la maggior vicinanza geografica.

## Geografia fisica
I terreni tra i boschi e il fiume per lo più ricoperti di arbusti di quercia e nocciòlo si prestano molto bene alla raccolta di ottimo tartufo nero; vi si trovano inoltre colture caratteristiche come lo zafferano.
Particolarmente ricca è anche la fauna, costituita tra l'altro da animali di grossa taglia quali lupi, cinghiali, cervi, daini, orsi nonché da uccelli rapaci.
Il territorio, come i limitrofi paesi di Fontecchio, Tione degli Abruzzi, Goriano Valli, San Lorenzo di Beffi, Succiano, Beffi, ricade nel Parco naturale regionale Sirente-Velino.

## Monumenti e luoghi d'interesse
Il borgo è di interesse perché ancora conserva l'antico aspetto medievale, circondato da mura, di cui di conserva molto bene Porta Santa Maria, principale accesso. Tra le case, si scorge la chiesa dell'Assunta.

### Chiesa collegiata di Santa Maria del Ponte
Si trova appena fuori dal borgo.

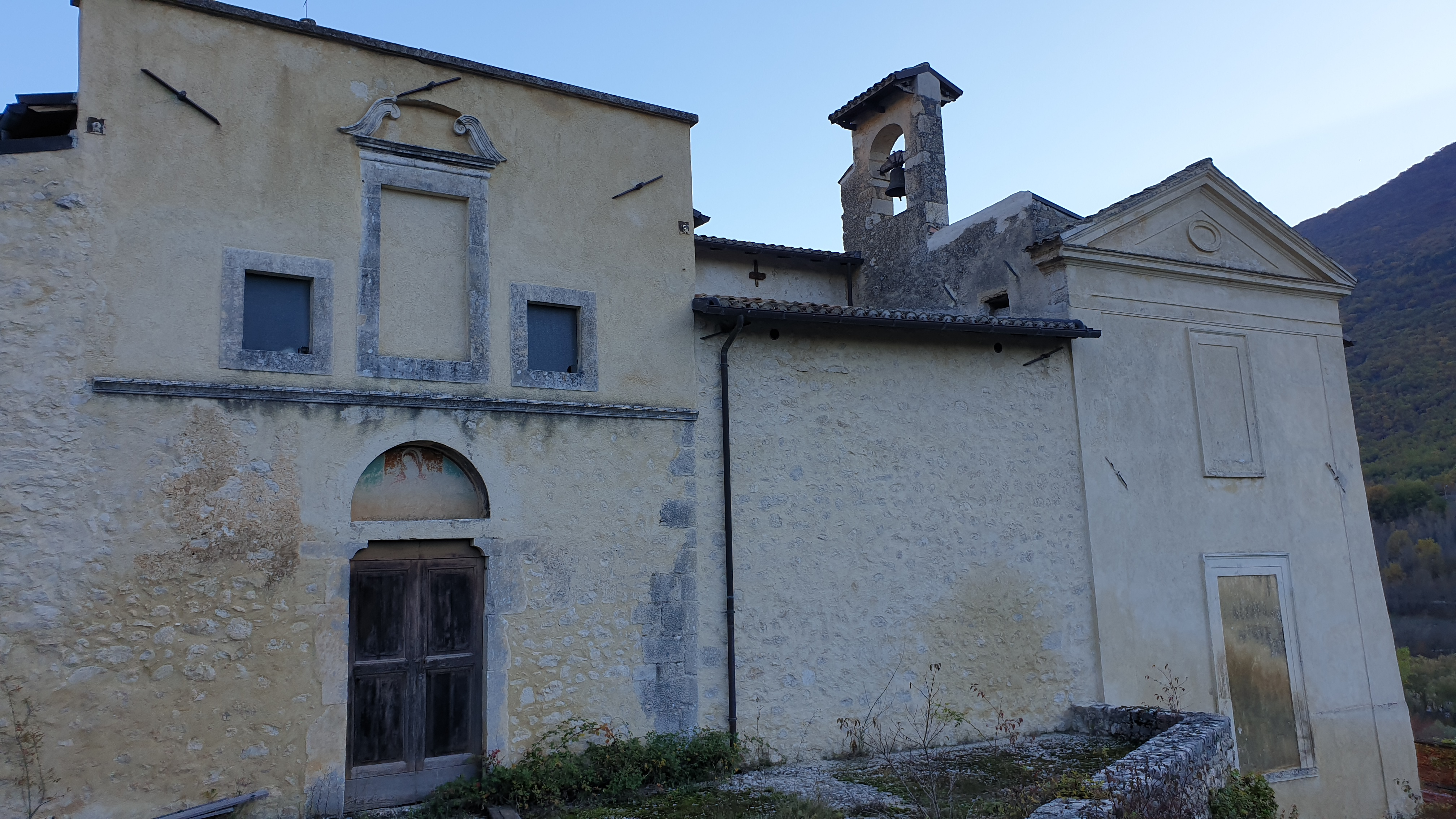
Facciata di Santa Maria del Ponte

Collegiata di Santa Maria del Ponte: eretta nel XII secolo e in seguito ingrandita, conserva un aspetto esterno irregolare, con aggiunte successive (in particolare la sede settecentesca della confraternita). L'interno è pregevole e presenta parti lapidee e porzioni di affreschi di notevole interesse. Da questa Chiesa provengono opere d'arte che prima del terremoto del 2009 erano custodite nel Museo del Castello Cinquecentesco dell'Aquila. La più importante è il Trittico di Beffi, conosciuto a livello internazionale dopo il successo avuto nel tour americano - Washington museum, Nevada Museum e Getty Museum di Los Angeles. Oltre 500 000 persone hanno potuto ammirare questa tavola di autore sconosciuto, ma sicuramente di scuola senese, da alcuni accostato a Taddeo di Bartolo. Inoltre un presepe in terracotta policroma e la statua di s. Antonio abate, quest'ultima di Saturnino Gatti.
La statua di Gatti dagli anni 50 era conservata nel Castello cinquecentesco dell'Aquila, sede del Museo Nazionale d'Abruzzo, danneggiata dal terremoto del 2009, è stata ricostruita fedelmente ed esposta tuttora nel museo.

## Trasporti
Il borgo è raggiungibile tramite la Strada statale 261 Subequana.
Le stazioni ferroviarie più vicine sono Tione degli Abruzzi e Fontecchio, entrambe sulla ferrovia Terni-Sulmona.